# La vie commence pour André Hardy
Série Andy Hardy
La Secrétaire privée d'André Hardy (1941) André Hardy fait sa cour (1942)
Pour plus de détails, voir Fiche technique et Distribution.
La vie commence pour André Hardy (Life Begins for Andy Hardy) est un  film américain en noir et blanc de George B. Seitz, sorti en 1941.
Il s’agit du onzième des seize volets que compte la série de films mettant en scène le personnage d'Andy Hardy, interprété par Mickey Rooney depuis 1937.

## Synopsis
Le lycée terminé, André Hardy décide qu'il est temps de commencer à vivre sa vie d'adulte. Le juge Hardy avait espéré que son fils irait à l'université et étudierait le droit, mais Andy n'est pas sûr que ce soit sa vocation. Aussi décide-t-il d'aller à New York pour y chercher un emploi. Trop fier pour accepter l'aide financière de son amie de longue date, Betsy, il laisse néanmoins la jeune fille le conduire en ville.

## Fiche technique
- Titre français : La vie commence pour André Hardy
- Titre français alternatif : André Hardy se lance dans la vie
- Titre original : Life Begins for Andy Hardy
- Réalisation : George B. Seitz
- Scénario : Agnes Christine Johnston et Aurania Rouverol
- Production : George B. Seitz (non crédité)
- Société de production : Loew's, Metro-Goldwyn-Mayer
- Directeur musical : George Stoll
- Directeur Photo : Lester White
- Montage : Elmo Veron
- Direction artistique : Cedric Gibbons
- Décorateur de plateau : Edwin B. Willis
- Costumes : Robert Kalloch
- Pays de production : États-Unis
- Genre : comédie
- Format : noir et blanc - 1,37:1 - son mono (Western Electric Sound System)
- Durée : 101 minutes
- Dates de sortie : 
  - États-Unis : 15 août 1941
  - France : 16 février 1945

## Distribution
- Lewis Stone : le juge James K. 'Jim' Hardy
- Mickey Rooney : Andrew 'Andy' Hardy
- Judy Garland : Mlle Betsy Booth
- Fay Holden : Mme Emily Hardy
- Ann Rutherford : Polly Benedict
- Sara Haden : tante Milly Forrest
- Patricia Dane : Jennitt Hicks
- Ray McDonald : Jimmy Frobisher

Acteurs non crédités
- Joseph Crehan : Peter Dugan
- Robert Homans : M. Hood
- Nora Lane : Mlle Howard
- Arthur Loft : policier à cheval